# Ghiacciaio Lipen
Il ghiacciaio Lipen è un ghiacciaio lungo 5 km e largo 3,5, situato sull'isola Anvers, una delle isole dell'arcipelago Palmer, al largo della costa nord-occidentale della Terra di Graham, in Antartide. In particolare, il ghiacciaio, il cui punto più alto si trova a circa 1000 m s.l.m. e che si trova a nord del ghiacciaio Rhesus, fluisce verso nord-est, partendo dal versante settentrionale del picco Paris e scorrendo lungo il versante orientale della dorsale Trojan, fino a entrare nella baia Patagonia, tra la penisola Gourdon, a ovest, e la penisola Thompson, a est.

## Storia
Il ghiacciaio Lipen è stato così battezzato dalla Commissione bulgara per i toponimi antartici in onore del villaggio di Lipen, nella Bulgaria nord-occidentale.